# Sallenôves
 Sallenôves  es una población y comuna francesa, en la región de Ródano-Alpes, departamento de Alta Saboya, en el distrito de Annecy y cantón de Annecy-Nord-Ouest.

## Demografía
| 226 | 234 | 228 | 301 | 400 | 476 |
| Para los censos de 1962 a 1999 la población legal corresponde a la población sin duplicidades (Fuente: INSEE [Consultar]) |     |     |     |     |     |